# Вольфрум, Филипп
Филипп Вольфрум (нем. Philipp Wolfrum; 17 декабря 1854, Шварценбах-ам-Вальд — 8 мая 1919, Самедан, Швейцария) — немецкий композитор и органист, хоровой дирижёр, музыковед
.

## Биография
Сын местного кантора, с девятилетнего возраста помогал отцу как второй органист. С 1872 г. работал в Бамберге домашним учителем музыки. В 1876—1878 гг. учился в Мюнхенской консерватории у Йозефа Райнбергера (композиция), Карла Бермана (фортепиано) и Франца Вюльнера (дирижирование). Затем вновь преподавал, выступал как пианист и дирижёр в Бамберге. С 1884 г. преподаватель Гейдельбергского университета; был, в частности, первым учителем Генриха Каминского. В 1885 г. основал Гейдельбергский Баховский хор. С 1907 г. генеральмузикдиректор Гейдельберга.
Автор хоровых и органных сочинений. С 2004 г. в Гейдельберге раз в четыре года проводится конкурс органистов имени Вольфрума, посвящённый органной музыке эпохи романтизма.
Как музыковед известен, прежде всего, двухтомной монографией об Иоганне Себастьяне Бахе (1910).